# Sarconesia chilensis
Sarconesia chilensis är en tvåvingeart som beskrevs av Macquart 1843. Sarconesia chilensis ingår i släktet Sarconesia och familjen spyflugor. Inga underarter finns listade i Catalogue of Life.